# Fyodor Terentyev
Fyodor Terentyev (n. 4 octombrie 1925, Padany⁠(d), RSFS Rusă, URSS – d. 20 ianuarie 1963, Leningrad, RSFS Rusă, URSS) a fost un schior ce a reprezentat Uniunea Republicilor Sovietice Socialiste, medaliat olimpic. A participat la o ediție a Jocurilor Olimpice (1956) în care a câștigat o medalie de aur și o medalie de bronz.